# Marquesat de Carulla
El marquesat de Carulla és un títol nobiliari espanyol creat el 20 de setembre de 1919 pel rei Alfons XIII a favor de Vicenç Carulla i Margenat, rector de la Universitat de Barcelona, Senador del Regne.
Aquest Títol va ser rehabilitat en 1965 per José Fernando Carulla i Cortès, com III marquès de Carulla, fill de Claudi Carulla i Carulla, II marquès de Carulla.

## Marquesos de Carulla
|                               | Titular                        | Període                 |
| Creació per Alfons XIII       | Creació per Alfons XIII        | Creació per Alfons XIII |
| ----------------------------- | ------------------------------ | ----------------------- |
| I                             | Valentí Carulla i Margenat     | 1919-1924               |
| II                            | Claudi Carulla i Carulla       | 1924- ?                 |
| Rehabilitat per Joan Carles I |                                |                         |
| III                           | José Fernando Carulla y Cortés | 1966-actual titular     |

## Història dels Marquesos de Carulla
- Valentí Carulla i Margenat, I marquès de Carulla.[2]

1. Va casar amb Maria del Pilar Carulla i Cullás. El va succeir el seu fill:

- Claudi Carulla i Carulla, II marquès de Carulla.

1. Va casar amb Teresa Cortés i Villaveccia. El va succeir, per rehabilitació, el seu fill:

Rehabilitació en 1965 per:
- José Fernando Carulla i Cortés, III marquès de Carulla.